# Queen Elizabeth II Park
Queen Elizabeth II Park – nieistniejący już wielofunkcyjny stadion w Christchurch, w Nowej Zelandii. Obiekt istniał w latach 1973–2012, a jego pojemność wynosiła 25 000 widzów.
Obiekt wyposażony był w bieżnię lekkoatletyczną, która otoczona była trybunami. Połowa trybun (od strony wschodniej) wznosiła się na wysokim, żelbetowym szkielecie, druga połowa była znacznie niższa, ale możliwe było dostawienie tam dodatkowych, tymczasowych partii, powiększając pojemność stadionu do 35 000 widzów. Centralna część trybun po stronie wschodniej wyposażona była w zadaszenie i połączona była z krytym kompleksem pływackim.

## Historia
W 1963 roku rada miejska Christchurch zakupiła istniejący od końca XIX wieku tor wyścigów konnych New Brighton. W tym samym roku odbyły się na nim ostatnie zawody, następnie został on zlikwidowany, a w jego miejscu rozpoczęto budowę parku sportowego nazwanego imieniem królowej Elżbiety II (w celu upamiętnienia jej wizyty w Christchurch), którego głównym obiektem miał być wielofunkcyjny stadion.
Ceremonia otwarcia stadionu miała miejsce 26 listopada 1973 roku. Obiekt oddano do użytku niedługo przed X Igrzyskami Wspólnoty Narodów (rozegranymi w dniach 24 stycznia – 2 lutego 1974 roku), których stadion był główną areną. Wydarzeniem igrzysk był finałowy bieg na 1500 m podczas ostatniego dnia zmagań. Zwyciężył w nim Filbert Bayi z Tanzanii, ustanawiając przy tym nowy rekord świata (3:32,2, dokładny pomiar: 3:32,16). Tanzańczyk nieznacznie wyprzedził reprezentanta gospodarzy, Johna Walkera, którego rezultat również pozwoliłby na pobicie rekordu świata; ogółem podczas tego biegu padło pięć nowych rekordów krajowych.
Po zakończonych sukcesem organizacyjnym igrzyskach Wspólnoty Narodów, w 1975 roku zorganizowano w Christchurch igrzyska nowozelandzkie (otwarte również dla zawodników spoza Nowej Zelandii), tzw. New Zealand Games, których Queen Elizabeth II Park był główną areną. Była to pierwsza edycja tych zawodów, z założenia miały się one stać imprezą cykliczną, jednak kolejnych igrzysk już nie organizowano.
Na stadionie swoje spotkania rozgrywali piłkarze klubu Christchurch United. Na obiekcie kilkakrotnie zagrała również piłkarska reprezentacja Nowej Zelandii, rozegrano na nim też mecze finałowe kilku edycji rozgrywek o Chatham Cup. Ponadto na arenie odbywały się koncerty, m.in. Deep Purple, The Beach Boys, Davida Bowie, Eagles, AC/DC czy Red Hot Chili Peppers.
W 1981 roku na stadionie odbyły się 4. lekkoatletyczne mistrzostwa świata weteranów (7–14 stycznia) oraz 4. Igrzyska Konferencji Pacyfiku (31 stycznia – 1 lutego). W dniach 12–14 grudnia 2002 roku obiekt był miejscem rozegrania 6. edycji lekkoatletycznych mistrzostw Oceanii. Na arenie odbywały się także lekkoatletyczne mistrzostwa Nowej Zelandii.
W 1999 roku obiekt był jedną z aren piłkarskich mistrzostw świata U-17. Rozegrano na nim sześć spotkań fazy grupowej, jeden ćwierćfinał i jeden półfinał tych zawodów. W 2008 roku stadion był także jedną z aren pierwszej edycji kobiecych piłkarskich mistrzostw świata U-17. Na obiekcie odbyło się sześć spotkań fazy grupowej oraz dwa półfinały tego turnieju.
4 września 2010 roku obiekt ucierpiał wskutek trzęsienia ziemi. Zniszczenia nie były jednak znaczne i w dniach 21–30 stycznia 2011 roku na stadionie udało się przeprowadzić kolejne międzynarodowe zawody, lekkoatletyczne mistrzostwa świata osób niepełnosprawnych. Niespełna miesiąc po tej imprezie, 22 lutego 2011 roku stadion dotknęło kolejne trzęsienie ziemi. Tym razem zniszczenia były na tyle poważne, że ostatecznie zdecydowano się na rozbiórkę stadionu, której dokonano w sierpniu 2012 roku.
Na 26 lutego 2011 roku (cztery dni po katastrofalnym trzęsieniu ziemi) zaplanowany był 3. mityng lekkoatletyczny International Track Meet, który organizowano na stadionie od 2009 roku. Z powodu trzęsienia ziemi zawody, w trakcie których zorganizowano zbiórkę charytatywną na rzecz poszkodowanych, odbyły się na Newtown Park w Wellington.